# Andrew Báthory
Andrew Báthory ou Andrea Báthory (András Báthory em húngaro; Șimleu Silvaniei, 1562 ou 1566 – Sândominic, 3 de novembro de 1599) foi um cardeal da Igreja Católica, príncipe-bispo de Vármia na década de 1589-1599 e voivoda da Transilvânia no período de dois anos de 1598-1599. Ele também foi Grão-Mestre da Ordem do Dragão.

## Biografia
Nasceu em Șimleu Silvaniei em 1566, Szilágy-Somlyo, condado de Szilágy, Erdély, Hungria (agora na Romênia). Filho de Andrzej Batori e Margit Maylád. Ele tinha dois irmãos, Baltazar e Stefan. Seu primeiro nome também está listado como Endre; como András; e como Andreas; e seu sobrenome como Bathory; como Bathori; como Battório; e como Battorius.
Criado na corte de seu tio, o rei Stefan Batory da Polônia (1575-1586); enviado para a escola jesuíta em Pultusk para estudar humanidades, 1578-1583. Estudou teologia em Roma em 1583.
Cônego do capítulo da catedral de Ermland, 1581. Reitor geral de Bozogrobców e Miechowie, 1583. Embaixador da Polônia perante a Santa Sé, 1583. Protonotário apostólico, 5 de dezembro de 1583. O rei István solicitou a promoção de seu sobrinho ao cardinalato e pediu Cardeal Carlo Borromeo, arcebispo de Milão, para interrogá-lo a fim de receber os documentos espirituais. O Papa Gregório XIII, esperando o apoio do rei polonês contra os turcos, promoveu András a cardeal.
Criado cardeal diácono no consistório de 4 de julho de 1584; recebeu o gorro vermelho e a diaconia de S. Adriano, a 23 de julho de 1584.
Eleito bispo coadjutor, com direito sucessório, de Ermland, em 28 de julho de 1584. Não participou do conclave de 1585, que elegeu o Papa Sisto V. Retornou à Polônia após a morte do rei em 1586. Optou pela diaconia de S. Angelo in Pescheria, 7 de janeiro de 1587. Sucedeu à sede de Ermland, 23 de março de 1589. O chanceler Jan Zamoyski permitiu-lhe em 1589 reivindicar a coadjutora da diocese de Cracóvia, mas quando ela vagou em 1591, o cardeal Jerzy Radziwiłł foi nomeado seu bispo . Com a ajuda do vigário geral, Johannes Kretzmer, governou a diocese e tentou implementar as reformas tridentinas. Não Participou do Conclave de setembro de 1590, que elegeu o Papa Urbano VII. Não participou do Conclave do outono de 1590, que elegeu o papa Gregório XIV. Não participou do conclave de 1591, que elegeu o Papa Inocêncio IX. Não participou do conclave de 1592, que elegeu o Papa Clemente VIII, abade comendatario da abadia dos agostinianos - cônegos de Czerwinskno rio Vístula, 1593. Sob pressão da Santa Sé, recebeu o subdiaconato em 8 de janeiro de 1597. De 1597 a 1598, realizou uma visita geral à sua diocese. Em 28 de março de 1599 tornou-se conde da Transilvânia, depois que seu primo, Zsigmond Batory, renunciou em seu favor. Aliou-se aos condes valachianos e moldavos. O imperador Rodolfo da Áustria se opôs ao governo da Transilvânia pelos Batorys; pediu a Mihai Viteazul que conquistasse a região para os Habsburgos; Viteazul entrou na Transilvânia com seu exército e aliou-se aos Seklers, que eram inimigos dos Batorys; e derrotou o conde-cardeal András Batory perto de Szeben. O conde cardeal derrotado tentou fugir para a Polônia, mas foi capturado em Csíkszentdomonkos e assassinado.
Morreu em Sândominic em  28 de outubro de 1599. Enterrado na igreja principal de Alba Iulia em 24 de novembro de 1599.